# Шагат
Шагат (арм. Շաղատ) — село в Сюникской области (Армения).

## География
Село расположено на правом берегу реки Воротан, в 18 км к западу от Сисиана, на расстоянии 7 км к юго-западу от трассы Ереван — Горис.

## Население
Согласно Кавказскому календарю на 1910 г., к 1908 году население составляло 1 033 человека, в основном армян, а к 1911 г. — 1 051 человек, так же преимущественно армяне.